# Hydrogenfosforečnany
Hydrogenfosforečnany jsou soli hydrogenfosforečnanového aniontu, HPO 2−
4  nebo PO3(OH)2−. Tyto látky patří s dihydrogenfosforečnany k hydrogensolím kyseliny fosforečné a stejně jako ony jsou rozšířené v mnoha živých organismech. Používají se jako hnojiva a potravinářské přísady. Většina těchto solí je bezbarvá, rozpustná ve vodě a netoxická.
Hydrogenfosforečnanový ion je konjugovanou kyselinou fosforečnanu (PO 3−
4 ) a konjugovanou zásadou dihydrogenfosforečnanu (H2PO −
4 ).
Hydrogenfosforečnany se dají získat reakcí difosforečnanů (P2O 4−
7 ) s vodou (H2O):
P2O 4−
7  + H2O ⇌ 2 HPO 2−
4 

## Acidobazické rovnováhy
Hydrogenfosforečnanvý anion je meziproduktem přeměny kyseliny fosforečné na fosforečnany:
| Rovnováha                | pKa při 25 °C a iontové síle 0 |
| ------------------------ | ------------------------------ |
| H3PO4 ⇌ H2PO − 4 + H+    | pKa1 = 2,14                    |
| H2PO − 4 ⇌ HPO 2− 4 + H+ | pKa2 = 7,20                    |
| HPO 2− 4 ⇌ PO 3− 4 + H+  | pKa3 = 12,37                   |

## Příklady solí
- Hydrogenfosforečnan amonný, (NH4)2HPO4
- Hydrogenfosforečnan sodný, Na2HPO4 (vytváří hydráty s různými zastoupeními krystalové vody)